# Bộ Y tế và Dịch vụ Nhân sinh Hoa Kỳ
Bộ Y tế và Dịch vụ Nhân sinh Hoa Kỳ (United States Department of Health and Human Services hay viết tắt là HHS) là một bộ cấp nội các của Chính phủ liên bang Hoa Kỳ đặc trách về việc bảo vệ sức khỏe cho tất cả người Mỹ và cung ứng các dịch vụ thiết yếu cho con người. Khẩu hiệu của bộ là "cải thiện sức khỏe, an toàn và hạnh phúc của nước Mỹ". Trước khi bộ phận đặc trách giáo dục tách ra riêng vào năm 1979 thì bộ có tên gọi là Bộ Y tế, Giáo dục và Phúc lợi Hoa Kỳ.

## Lịch sử
Tổng thống Harding đề nghị thành lập một Bộ Giáo dục và Phúc lợi vào khoảng năm 1923. Các tổng thống sau đó cũng có đề nghị tương tự nhưng vì nhiều lý do dự án vẫn không được thực hiện. Mãi 30 năm sau Dự án mới được thực hiện như là một phần của Chương trình Tái tổ chức Số 1 năm 1953 (Reorganization Plan Number 1 of 1953), do Tổng thống Dwight D. Eisenhower chuyển đến Quốc hội Hoa Kỳ vào ngày 12 tháng 3 năm 1953. Đây là bộ nội các duy nhất của chính phủ Hoa Kỳ được thành lập qua một sắc lệnh tái tổ chức của tổng thống mà trong đó tổng thống được phép thành lập hoặc tái tổ chức các văn phòng ban ngành, miễn sao không có bất kỳ viện lập pháp nào của Quốc hội Hoa Kỳ phủ quyết. Quyền lực của tổng thống tạo bộ mới đã bị bãi bỏ sau năm 1962, và vào đầu thập niên 1980, Toà án Tối cao Hoa Kỳ đã phán quyết rằng quyền phủ quyết của ngành lập pháp là vi hiến.
Bộ được đổi tên thành Bộ Y tế và Dịch vụ Nhân sinh, viết tắt là HHS, vào năm 1979, khi bộ phận giáo dục của bộ tách ra thành một bộ riêng biệt là Bộ Giáo dục Hoa Kỳ. HHS được giao trông coi Cơ quan Quản trị An sinh Xã hội (Social Security Administration), các cơ quan hình thành nên Dịch vụ Y tế Công cộng (Public Health Service) và Cơ quan Hỗ trợ Gia đình (Family Support Administration).
Năm 1995, Cơ quan Quản trị An sinh Xã hội bị tách khỏi Bộ Y tế và Dịch vụ Nhân sinh, và trở thành một cơ quan độc lập của ngành hành chính trong chính phủ Hoa Kỳ.
Bộ do Bộ trưởng Y tế và Dịch vụ Nhân sinh lãnh đạo. Bộ trưởng được Tổng thống Hoa Kỳ bổ nhiệm với sự cố vấn và ưng thuận của Thượng viện Hoa Kỳ. Dịch vụ Y tế Công cộng Hoa Kỳ là bộ phận chính của bộ và do Phụ tá Bộ trưởng lãnh đạo. Lực lượng Ủy nhiệm Dịch vụ Y tế Công cộng Hoa Kỳ (United States Public Health Service Commissioned Corps), đây là lực lượng phục vụ có đồng phục, do Surgeon General lãnh đạo. Người này có trách nhiệm nêu lên các vấn đề có liên quan đến sức khỏe cộng đồng mà Bộ trưởng và Phụ tá Bộ trưởng cho phép ngoài trách nhiệm chính của mình là quản lý Lực lượng Ủy nhiệm. Văn phòng Tổng thanh tra (Office of Inspector General) điều tra các hoạt động phạm pháp cho bộ. Các nhân viên đặc biệt làm việc cho văn phòng tổng thanh tra có cùng số hiệu phục vụ là "1811", được huấn luyện và có thẩm quyền như các nhà điều tra tội phạm liên bang khác, thí dụ như FBI, ATF, DEA và Sở Mật vụ Hoa Kỳ. Tuy nhiên, các nhân viên của văn phòng tổng thanh tra có những khả năng đặc biệt về việc điều tra tội phạm có liên quan đến việc lạm dụng và gian dối các chương trình Medicare (bảo hiểm y tế cho người già) và Medicaid (bảo hiểm y tế người nghèo).
Văn phòng Tổng thanh tra điều tra hàng chục triệu đô la gian lận trong chương trình Medicare mỗi năm.

## Các cơ quan[4]

### Văn phòng Bộ trưởng
- Văn phòng Bộ trưởng hiện nay do Kathleen Sebelius đảm nhiệm
- Văn phòng Phó Bộ trưởng hiện nay do Bill Corr đảm nhiệm
- Phụ tá Bộ trưởng đặc trách Quản trị và Hành chính
  - Trung tâm Hỗ trợ Chương trình (Program Support Center) hiện nay do Tổng Giám đốc Philip Van Landingham đảm nhiệm
- Phụ tá Bộ trưởng đặc trách Pháp lý (Assistant Secretary for Legislation)
- Phụ tá Bộ trưởng đặc trách Kế hoạch và Định lượng (Assistant Secretary for Planning and Evaluation)
- Phụ tá Bộ trưởng đặc trách Sẵn sàng và Đáp ứng (Assistant Secretary for Preparedness and Response)
  - Cơ quan thẩm quyền Phát triển và Nghiên cứu Sinh Y học Tiên tiến (Biomedical Advanced Research and Development Authority)
    - Dự án chống khủng bố sinh học (Project BioShield)
    - Dự án Hành động Ứng phó Khẩn cấp về Y tế Công cộng (Public Health Emergency Medical Countermeasures Enterprise)
- Phụ tá Bộ trưởng đặc trách đặc trách Công cộng vụ (Assistant Secretary for Public Affairs)
- Phụ tá Bộ trưởng đặc trách Tài nguyên và Kỹ thuật (Assistant Secretary for Resources and Technology)
- Ban đặc trách Cứu xét (Departmental Appeals Board)
- Văn phòng đặc trách Dân quyền (Office for Civil Rights)
- Văn phòng đặc trách Y tế vụ Toàn cầu (Office of Global Health Affairs)
- Văn phòng đặc trách Liên chính phủ vụ (Office of Intergovernmental Affairs)
- Văn phòng các Tổng giám đốc vùng của Bộ trưởng (Office of the Secretary's Regional Directors)
- Văn phòng Tổng Tư vấn (Office of the General Counsel)
- Văn phòng Tổng thanh tra (Office of Inspector General)
- Office of Medicare Hearings and Appeals (OMHA)
- Văn phòng Điều hợp viên Quốc gia đặc trách Kỹ thuật Thông tin Y tế (Office of the National Coordinator for Health Information Technology)
- Sở Y tế Công cộng (Public Health Service)) / Văn phòng Trợ tá Bộ trưởng đặc trách Y tế Hoa Kỳ (Office of the Assistant Secretary for Health)[5]
  - Văn phòng Khoa học và Y tế Công cộng (Office of Public Health and Science)
  - Văn phòng 'Tổng Y sĩ Hoa Kỳ - hiện nay do Chuẩn Đô đốc Steven K. Galson đảm nhiệm
    - Đoàn Ủy nhiệm Y tế Công cộng Hoa Kỳ (United States Public Health Service Commissioned Corps)
- Văn phòng đặc trách người khuyến tật (Office on Disability)

### Các ban ngành của bộ
- Cơ quan Quản trị đặc trách Trẻ em và Gia đình (Administration for Children and Families)
- Cơ quan Quản trị đặc trách người già (Administration on Aging)
- Cơ quan đặc trách Nghiên cứu và Chất lượng Y tế (Agency for Healthcare Research and Quality)
- Cơ quan đặc trách các chất độc hại và theo dõi tật bệnh (Agency for Toxic Substances and Disease Registry)
- Trung tâm Kiểm soát và Ngăn ngừa Dịch bệnh (Centers for Disease Control and Prevention)
- Các trung tâm Dịch vụ Bảo hiểm Y tế Người già và Trợ giúp Bảo hiểm Y tế Người nghèo (Centers for Medicare and Medicaid Services)
- Cơ quan Quản lý Thực phẩm và Dược phẩm (Food and Drug Administration)
- Cơ quan Quản trị Dịch vụ và Nguồn lực Y tế (Health Resources and Services Administration)
- Dịch vụ Y tế cho người bản thổ Mỹ (Indian Health Service)
- Các viện Y tế Quốc gia (National Institutes of Health)
- Cơ quan Quản trị Dịch vụ Tâm thần và Lạm dụng thuốc (Substance Abuse and Mental Health Services Administration)

(Một số cơ quan trong Bộ Y tế và Dịch vụ Nhân sinh Hoa Kỳ là những bộ phận của Dịch vụ Y tế Công cộng Hoa Kỳ (PHS), gồm có AHRQ, ASPR, ATSDR, CDC, FDA, HRSA, IHS, NIH, SAMHSA, OGHA, và OPHS).

## Các cựu ban ngành của bộ
- Cơ quan Quản trị An sinh Xã hội Hoa Kỳ (Social Security Administration) trở thành một cơ quan độc lập vào năm 1995.
- Cơ quan Quản trị Tài chính Chăm sóc Y tế (Health Care Financing Administration)